# Cleora subbarbara
Cleora subbarbara là một loài bướm đêm trong họ Geometridae.